# Třída South Dakota (1920)
Třída South Dakota byla plánovaná třída bitevních lodí námořnictva Spojených států amerických. Celkem mělo být postaveno šest jednotek této třídy.

## Stavba
Od ledna do listopadu 1920 byly založeny kýly šesti rychlých bitevních lodí této třídy. Do stavby se zapojily americké loděnice New York Navy Yard v Brooklynu, Mare Island Navy Yard ve Vallejo, Norfolk Navy Yard v Portsmouthu, Newport News Shipbuilding v Newport News a Fore River Shipyard v Quincy. Jejich stavba byla ještě před spuštěním na vodu zrušena kvůli omezením přijatým na Washingtonské konferenci.
Jednotky třídy South Dakota:
| Jméno                      | Loděnice                                | Založení kýlu | Spuštěna | Vstup do služby | Poznámka                      |
| -------------------------- | --------------------------------------- | ------------- | -------- | --------------- | ----------------------------- |
| USS South Dakota (BB-49)   | New York Navy Yard                      | březen 1920   | –        | –               | Stavba zrušena 8. února 1922. |
| USS Indiana (BB-50)        | New York Navy Yard                      | listopad 1920 | –        | –               | Stavba zrušena 8. února 1922. |
| USS Montana (BB-51)        | Mare Island Navy Yard                   | září 1920     | –        | –               | Stavba zrušena 8. února 1922. |
| USS North Carolina (BB-52) | Norfolk Navy Yard                       | leden 1920    | –        | –               | Stavba zrušena 8. února 1922. |
| USS Iowa (BB-53)           | Newport News Shipbuilding, Newport News | květen 1920   | –        | –               | Stavba zrušena 8. února 1922. |
| USS Massachusetts (BB-54)  | Fore River, Quincy                      | duben 1920    | –        | –               | Stavba zrušena 8. února 1922. |

## Konstrukce

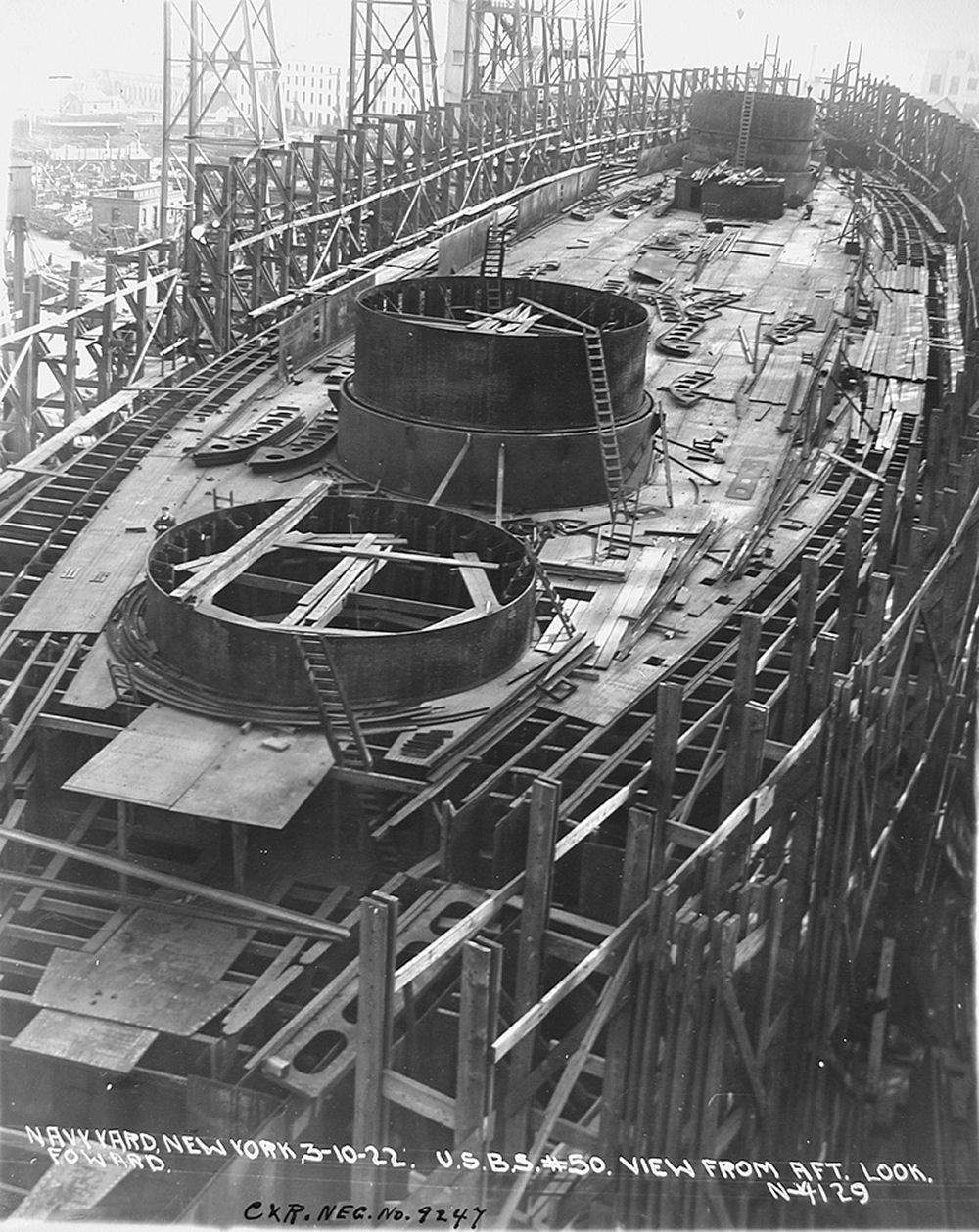
Rozestavěná bitevní loď Indiana (BB-50)

Hlavním rozpoznávacím rysem plavidel byly čtyři komíny spojené do jednoho mohutného tělesa. Plánovanou výzbroj tvořilo dvanáct 406mm kanónů ve třídělových věžích, šestnáct 152mm kanónů v kasematech, čtyři 76mm kanóny a dva 533mm torpédomety. Pohonný systém o výkonu 60 000 hp tvořilo 12 kotlů, čtyři turbogenerátory a elektromotory, pohánějící čtyři lodní šrouby. Nejvyšší rychlost dosahovala 23 uzlů. Dosah byl 8000 námořních mil při rychlosti 10 uzlů.